# Australohyliota
Australohyliota es un género de coleópteros polífagos perteneciente a la familia Silvanidae.  Es originaria de Australia.

## Especies
- Australohyliota chilensis (Blanchard in Gay, 1851)
- Australohyliota macleayi (Olliff, 1885)